# Adrian Spamann
Adrian Spamann (* 13. Januar 1843 in Lindau; † 19. April 1928 in Bolchen) war ein deutsch-lothringischer Orgelbauer.

## Leben und Wirken
Spamann trat im Jahre 1864 in die Orgelbaufirma Dalstein & Haerpfer (heute Haerpfer & Erman) in Bolchen ein. 1886 gründete er am gleichen Ort unter seinem Namen eine eigene Manufaktur; die Kennzeichnung auf deren Orgeln lautet A. Spamann in Bolchen (Lothringen). Die Firma erlosch nach seinem Tod im Jahre 1928.
Spamanns bedeutendstes Werk innerhalb Deutschlands dürfte der Neubau der Orgel der Schlosskirche in Saarbrücken aus dem Jahre 1897 sein. Einige der von ihm gebauten Orgeln sind im Inventaire général du patrimoine culturel gelistet, der Bestandsaufnahme des französischen Kulturguts.

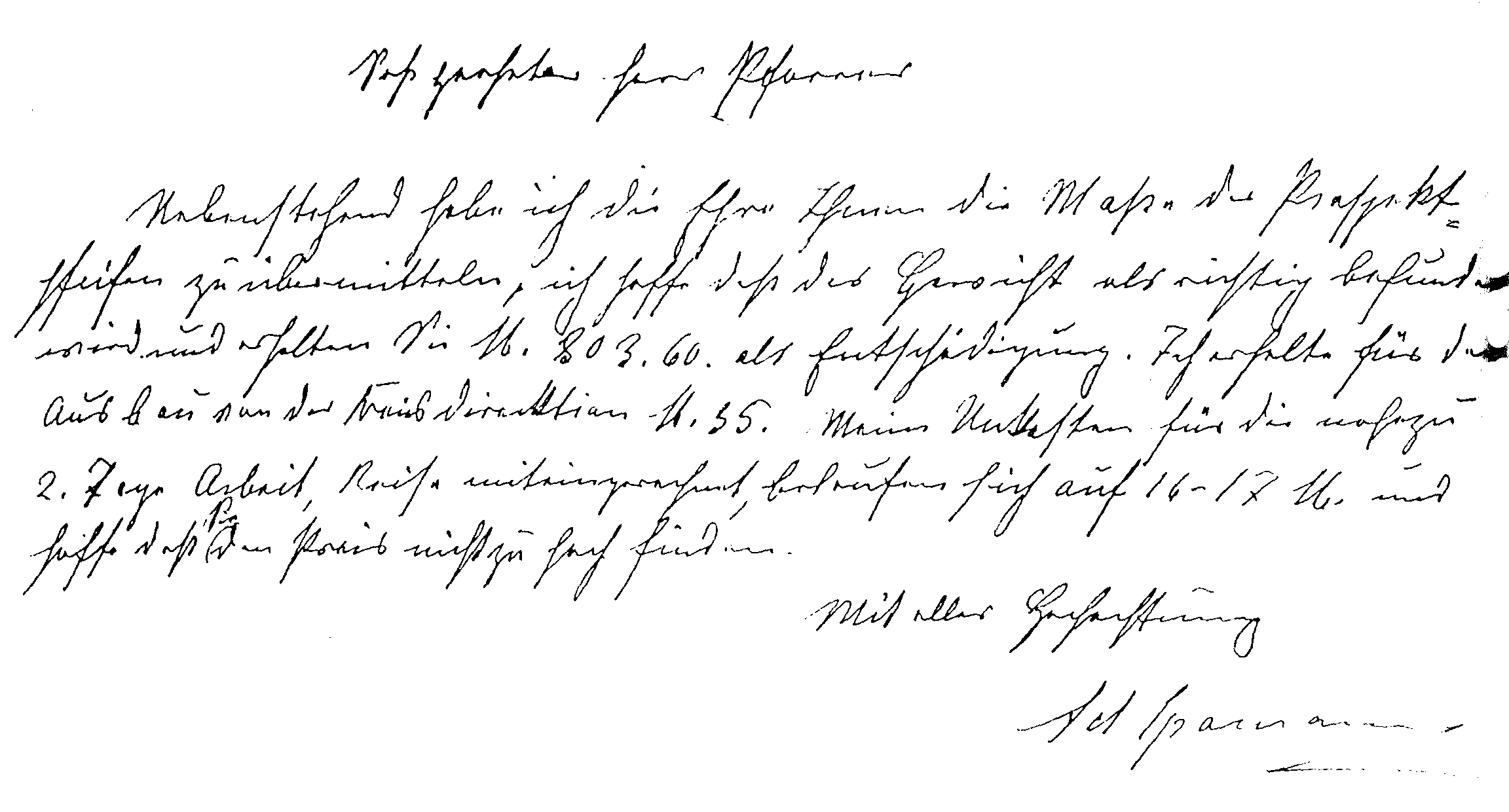
Spamanns Mitteilung über seinen Ausbau der Zinnpfeifen der Orgel der Pfarrkirche in Schwerdorff im Jahre 1917 mit Berechnung einer Entschädigung in Höhe von 803,60 Mark

Während des Ersten Weltkriegs war er auch Sachverständiger zur Ermittlung des Wertes von Orgelpfeifen, die im Rahmen der Metallspende des deutschen Volkes eingezogen werden sollten. Er baute die Pfeifen auch selbst aus.

## Orgeln (Auswahl)
- 1887: Evangelische Kirche in Hirschland[1][3]
- 1892: Evangelische Kirche in Weislingen[1][4]
- 1895: Evangelische Kirche in Niedersulzbach[5]
- 1897: Schlosskirche Saarbrücken
- 1899: Simultankirche Sainte-Anne in Zollingen, heute Ortsteil von Sarrewerden[1]